# M/S Noordam
M/S Noordam är ett fartyg byggt 2006.

## Historia
Den 31 januari 2006 levererades fartyget till Holland America Line. I februari samma år togs den i trafik på kryssningar.